# 大同日報
大同日報（大同日报）は山西省大同市で発行される中国語の新聞である。創刊は1949年。
1988年に中国初となるインターネットによるニュース速報を可能とし、新華社電も24時間体制で受付を可能にした。なお、大同市内では最大の発行部数を誇る。